# Homem-Aranha Noir
Homem-Aranha Noir (Peter Parker), também conhecido como Spider-Noir, Homem-Aranha, ou simplesmente Noir, é um super herói da Marvel Comics que faz parte de Marvel Noir (Terra-90214). É uma versão alternativa do Homem-Aranha, apresentando uma versão do personagem que viveu na Nova York durante a Grande Depressão da década de 1930. O personagem apareceu pela primeira vez em Spider-Man Noir #1, em 2009. Em março de 2020, uma nova banda desenhada do personagem lançou.
O Homem-Aranha Noir ganhou notoriedade mundial após aparecer nos filmes Spider-Man: Into the Spider-Verse (2018) e Spider-Man: Across the Spider-Verse (2023), uma série live-action da Paramount sobre o personagem interpretado por Nicolas Cage previsto para lançar em 2026, intitulada Spider-Noir.

## Biografia fictícia
Peter Parker, é um investigador, que ao investigar uma quadrilha de contrabandistas, é mordido por uma aranha radioativa. Após isso, Peter ganha poderes de aranha, e começa a usar seus poderes para o bem, após ter seu Tio Ben assassinado por Norman Osborn e Adrian Toomes. Peter lutou contra forças da Alemanha Nazista após os Estados Unidos entrarem na Segunda Guerra Mundial, após a guerra acabar, Peter continuou sua vida de vigilantes pelos próximos anos.